# Maison d'école de Saint-Gonlay
 (juillet 2012).
Si vous disposez d'ouvrages ou d'articles de référence ou si vous connaissez des sites web de qualité traitant du thème abordé ici, merci de compléter l'article en donnant les références utiles à sa vérifiabilité et en les liant à la section « Notes et références ».
Située à 30 km de Rennes, en Ille-et-Vilaine, la maison d'école de Saint-Gonlay est une ancienne école publique construite en 1904 par Jean-Marie Laloy. Le bâtiment de cette école est resté intact depuis sa construction, mais la salle de classe a dû être rénovée. Celle-ci est ouverte au public depuis 2008. Le bâtiment abrite aussi la mairie de Saint-Gonlay. Cet édifice utilise les matériaux environnants, le schiste pourpre, le poudingue et la brique rouge. 

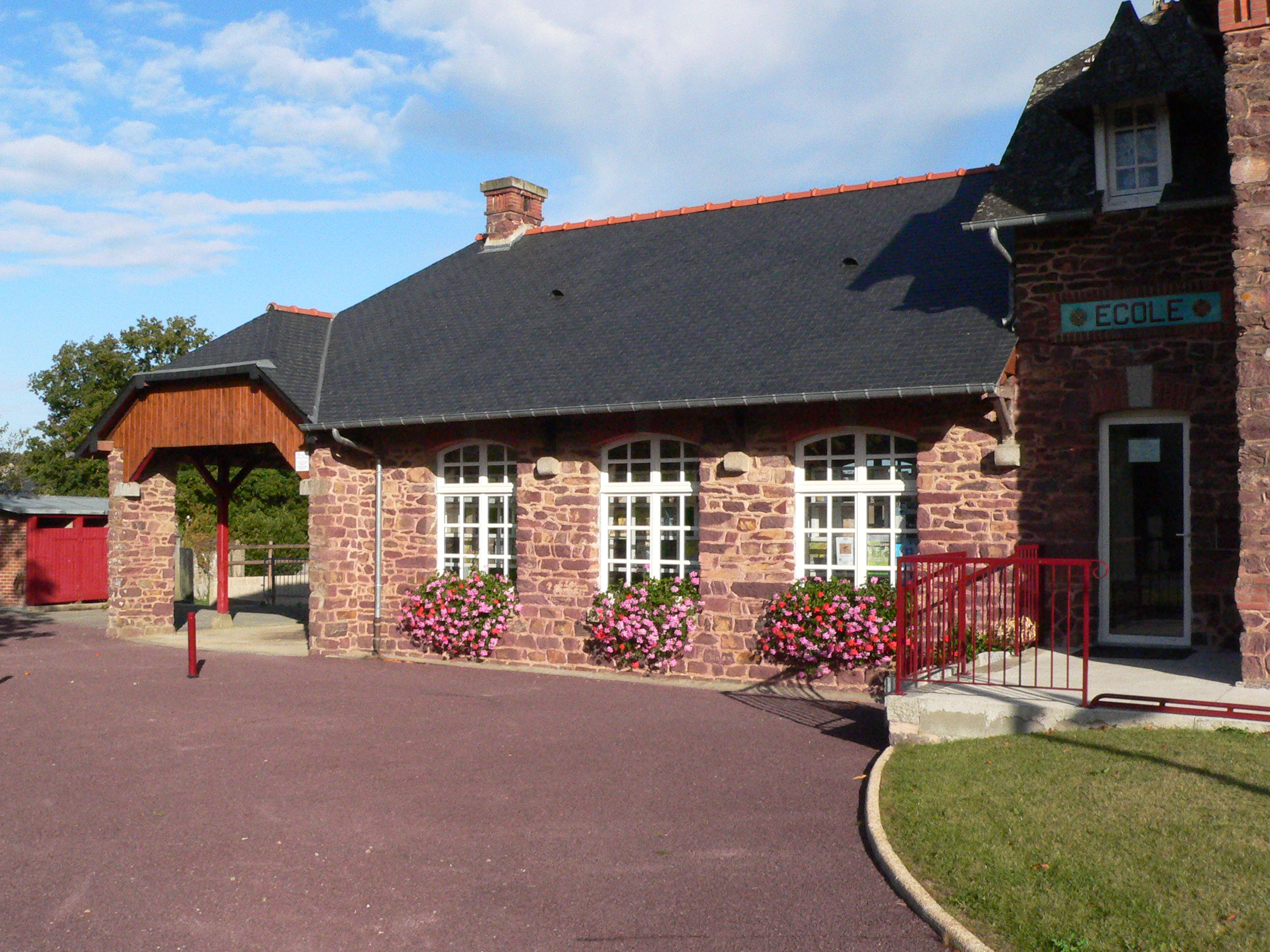
L'ancienne école en 2008.

## Description
Ce lieu sert de cadre aux thèmes liés à l'école mais aussi à l'enfance ; en effet, des films ont été tournés dans l'ancienne salle de classe grâce à des témoignages d'anciens élèves de cette école et aussi d'autres écoles du pays de Brocéliande. Les différents thèmes abordés dans un premier film sont divers et variés, on parle du trajet à pied des écoliers par tous les temps, des jeux pratiqués dans la cour, des récompenses, du certificat d'étude ...
Dans un deuxième film, réalisé par un club photo de Vezin-le-Coquet, une journée d'école des années 1950 est reconstituée avec des volontaires, on y voit entre autres la leçon de morale, la dictée, le calcul mental ...
Dans un second temps, une deuxième salle recrée le logement de fonction de l'instituteur qui a été aménagé pour recevoir une muséographie qui parle de l'histoire de l'institution et de l'évolution de l'architecture des écoles de l'époque.
Une troisième salle expose les jouets buissonnier : les écoliers des années 1950 construisaient eux-mêmes leurs jouets avec les matériaux de leur environnement. Des séances filmées d’animations réalisées dans la campagne du pays de Montfort avec des scolaires permettent de suivre le processus de fabrication des jouets, une activité est mise en place pour que les visiteurs puissent fabriquer eux-mêmes leurs jouets buissoniers.
La maison d'école de Saint-Gonlay est gérée par la mairie de Saint-Gonlay et par l'écomusée du pays de Brocéliande.
La muséographie est cofinancée par l'Union européenne dans le cadre du programme Leader +.

## Pour approfondir